# ゴスフィルモフォンド
ゴスフィルモフォンド (Госфильмофонд ; ラテン文字転写: Gosfilmofond) はロシアにある、国立の映画アーカイブである。ロシア連邦内にある映画アーカイブの中心機関で、国際フィルム・アーカイヴ連盟 (FIAF) の会員である。国立の文化機関として、映画コレクションや他の資料のキュレーターであり、映画撮影分野での収集、創作、教育、研究、方法論、情報提供の活動に従事している。コレクションの中には歴史的アメリカ映画も含まれる。事務局長はニコライ・マラコフである。

## 歴史
国立映画アーカイブを創ろうというアイデアは、1920年代に映画製作者の間で活発に議論されていた。ゴスフィルモフォンドの基礎となったのは、映画史家セルゲイ・コマロフが救い出した古い映画のユニークなコレクションであった。それはコマロフが努力して集めた無声映画のコレクションで、国立映画技術専門学校に移されていた。後にこれらはゴスフィルモフォンドのコレクションの一部となった。
1935年10月2日、映画フィルムや他の映画資料の粗悪な保存状況を危惧し、ネガフィルム基金の創設が組織局により決定された。1936年、モスクワにネガフィルムの中央保管庫を作ることが、映画写真産業総局に提案された。最終的にモスクワ近郊のベーリー・ストルビーに作られることになり、1937年に建設が始まった。
ゴスフィルモフォンドの公式オープンは1948年だった。
1966年3月18日、モスクワの有名な高層ビルに、アーカイブの映画を上映する映画館「イリュージョン」がオープンした。こけら落しはセルゲイ・エイゼンシュテイン監督の『戦艦ポチョムキン』であった。
1993年、ロシア連邦大統領令により、ゴスフィルモフォンドは特別に価値ある文化遺産の国有財産に含まれることになった。
1998年、ゴスフィルモフォンドは欧州評議会が後援する欧州シネマテーク協会の会員となった。
2010年、ゴスフィルモフォンドはアメリカ議会図書館に、失われていた米国サイレント映画のデジタルコピーを寄贈した。
2015年、組織のリーダたちは、BRICS諸国の映画に焦点をあてたカンヌ国際映画祭の対抗策を計画した。
2018年、ゴスフィルモフォンドは創立70周年を迎えた。

## 映画祭

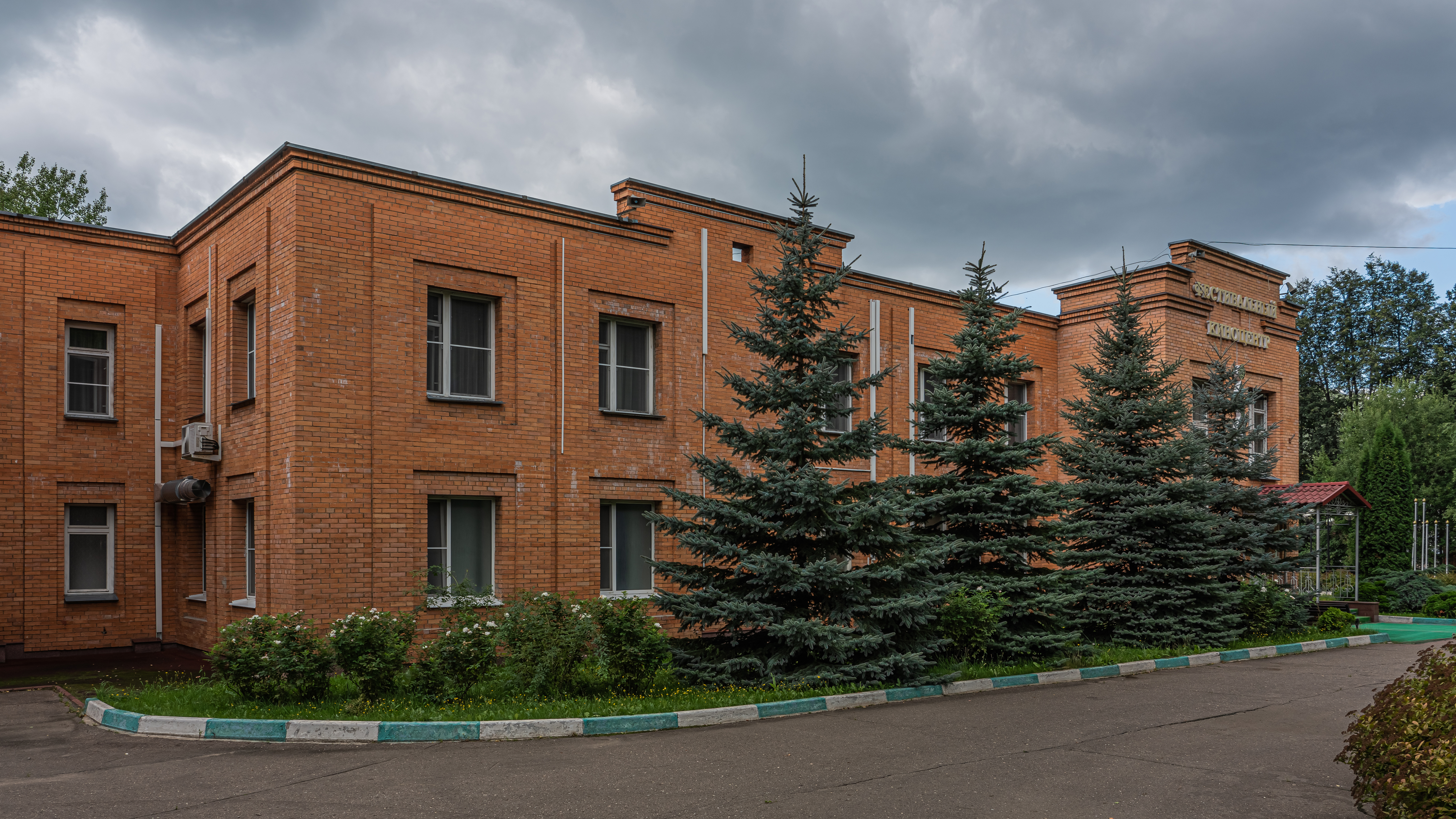
ゴスフィルモフォンドの映画祭ビル

1997年以来、ゴスフィルモフォンドはベーリー・ストルビー映画祭を開催している。映画祭は毎年1月の最終週に行われる。その主な目的は、ロシア連邦の国有コレクションの映画上映である。そのほかにゴスフィルモフォンドのコレクションを基礎に、私的コレクションや海外の国立映画アーカイブの映画素材による新しい映画も上映している。
映画祭に特別な審査員はいない。受賞者は参加者と、ロシア映画評論家協会、映画史家、映画論者、映画ジャーナリストを含む招待者の無記名投票で選ばれる。

## 日本映画コレクション
ゴスフィルモフォンドの収蔵品の中には日本映画も約500タイトルあり、それは戦前から所有するものと、旧満州で接収したもの、そして戦後に日本との交換で入手したものだった。1995年から1998年にかけて、蓮實重彦らによる調査が行われ、日本の劇映画のリストが作成された。2001年2月から3月にかけて東京国立近代美術館フィルムセンター（現・国立映画アーカイブ）で「発掘された映画たち2001：ロシア・ゴスフィルモフォンドで発見された日本映画」と題した上映会が開催された。その後、フィルムセンターはゴスフィルモフォンド所有の日本映画を全て購入した。
ゴスフィルモフォンドから発見された映画としては、『何が彼女をさうさせたか』（1930年）、『土』（1939年）などのように、日本では火災や戦火により失われ、現存していなかった貴重な作品が有名である。